# Centre commercial La Vaguada
Le centre commercial La Vaguada est un centre commercial situé dans le district de Fuencarral-El Pardo à Madrid en Espagne. Ouvert en 1983, il a été le premier centre commercial de la capitale espagnole.